# FK Skopje
FK Skopje (mazedonisch ФК Скопје) ist ein Sportverein aus Skopje, Nordmazedonien, der hauptsächlich für seine Fußballabteilung bekannt ist. Der Spitzname der Fans ist Die Piraten.

## Geschichte
FK Skopje wurde 1960 als Zusammenschluss des FK Metalec and FK Industrijalec gegründet. 1970 gewann der Klub die regionale Meisterschaft der mazedonischen Republikliga, das Teil Jugoslawiens war. Mit Gründung des Staates Mazedoniens spielen die Vereine seit 1992 in einem eigenen System. Der FK Skopje wurde seitdem zweimal Meister der Vtora Makedonska Liga und schaffte insgesamt dreimal den Aufstieg in die höchste Spielklasse des Landes. Während FK Skopje nach dem ersten Aufstieg 1996/97 nach der zweiten Saison 1998/99 wieder absteigen musste und 2010/2011 sogar nur eine Saison in der Liga verblieb, konnte der Verein beim dritten Aufstieg 2020/21 den Abstieg nach der zweiten Spielzeit durch einen Sieg im Relegationsspiel gegen FK Belasica Strumica abwenden.

## Erfolge
- Meister der Mazedonischen Republikliga (1): 1969/1970
- Meister der Vtora Makedonska Liga (2): 1996/97, 2020/21

## Stadion
FK Skopje spielt im Železarnica-Stadion, das eine Kapazität von 3000 Zuschauern besitzt. Auch der Lokalrivale FK Metalurg Skopje spielt im Železarnica-Stadion.